# مایک آدی
مایک آدی (انگلیسی: Mike Addy؛ زادهٔ ۲۰ فوریهٔ ۱۹۴۳) بازیکن فوتبال اهل بریتانیا است.
از باشگاه‌هایی که در آن بازی کرده‌است می‌توان به باشگاه فوتبال بارنزلی، باشگاه فوتبال کوربی تاون، باشگاه فوتبال لیدز یونایتد، و باشگاه فوتبال کترینگ تاون اشاره کرد.